# تينا هولمز
تينا هولمز (بالإنجليزية: Tina Holmes)‏ (و. 1973 – م) هي ممثلة، وممثلة أفلام، وممثلة تلفزيونية، من الولايات المتحدة الأمريكية، ولدت في مدينة نيويورك.

## التعليم
تعلمت في جامعة باريس، وجامعة براون، وجامعة ييل.

## وصلات خارجية
- تينا هولمز على موقع IMDb (الإنجليزية)
- تينا هولمز على موقع ألو سيني (الفرنسية)
- تينا هولمز على موقع أول موفي (الإنجليزية)
- تينا هولمز على موقع قاعدة بيانات الأفلام السويدية (السويدية)
- تينا هولمز على موقع قاعدة بيانات الفيلم (الإنجليزية)
- تينا هولمز على موقع كينوبويسك (الروسية)